# Flaperon

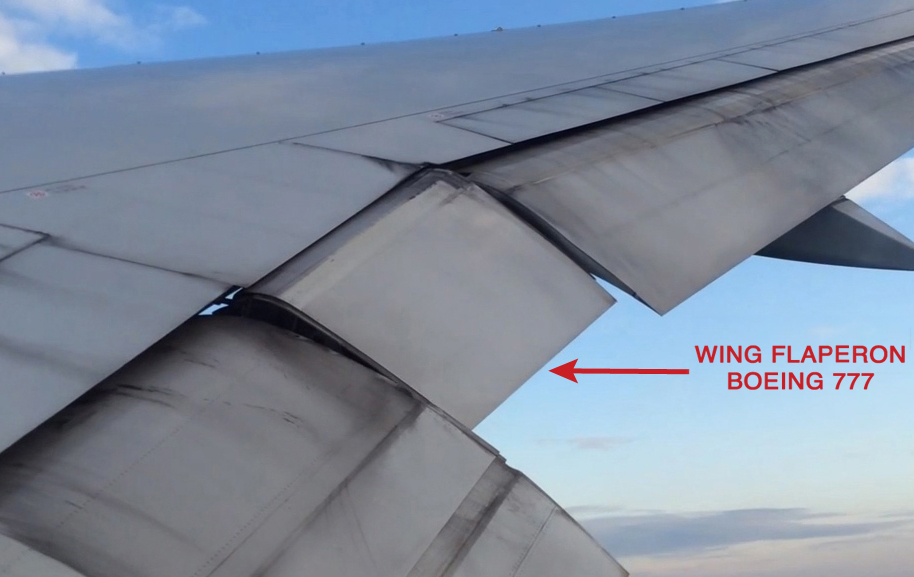
Flaperon de um Boeing 777.

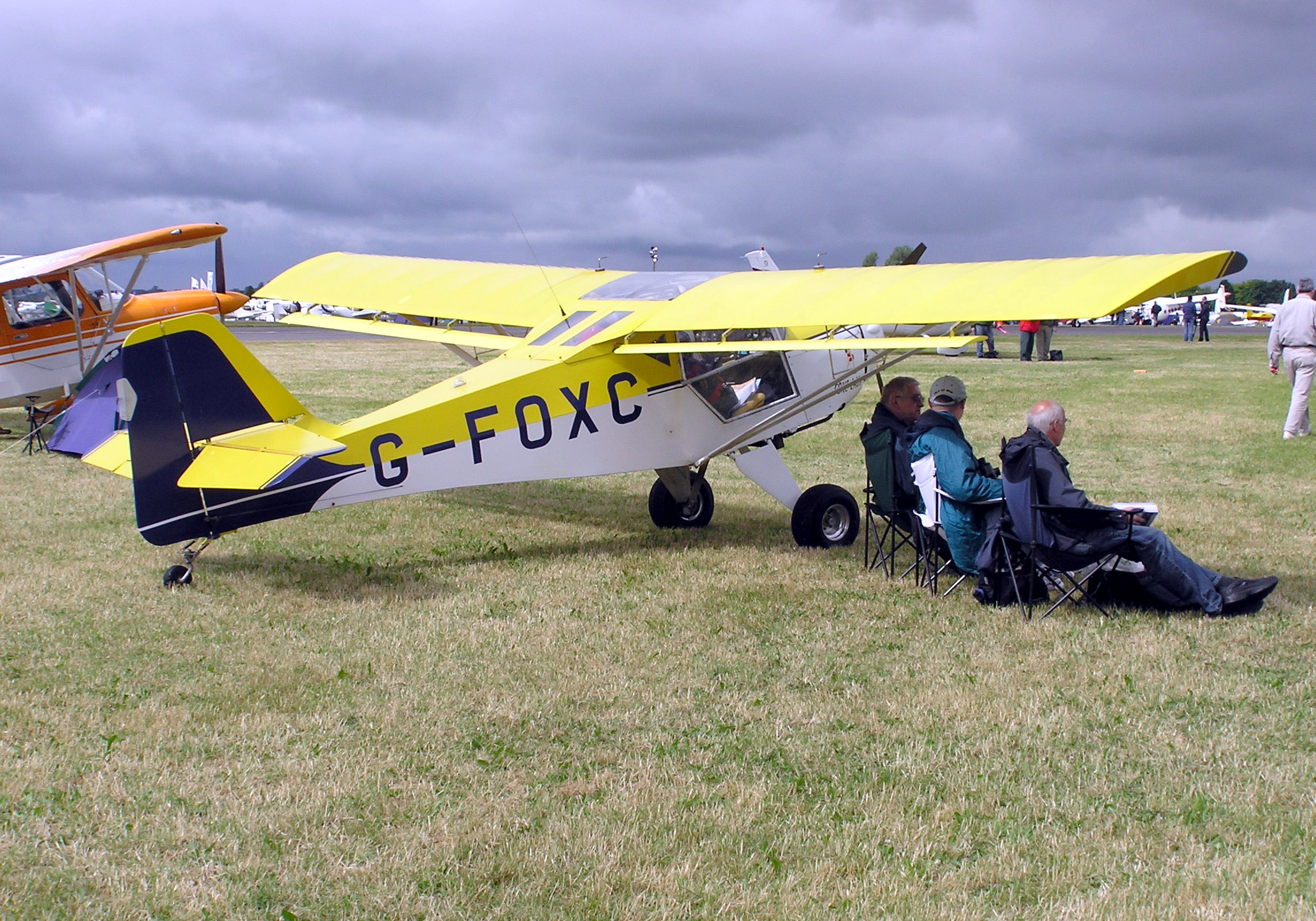
Flaperons em um Denney Kitfox Modelo 3.

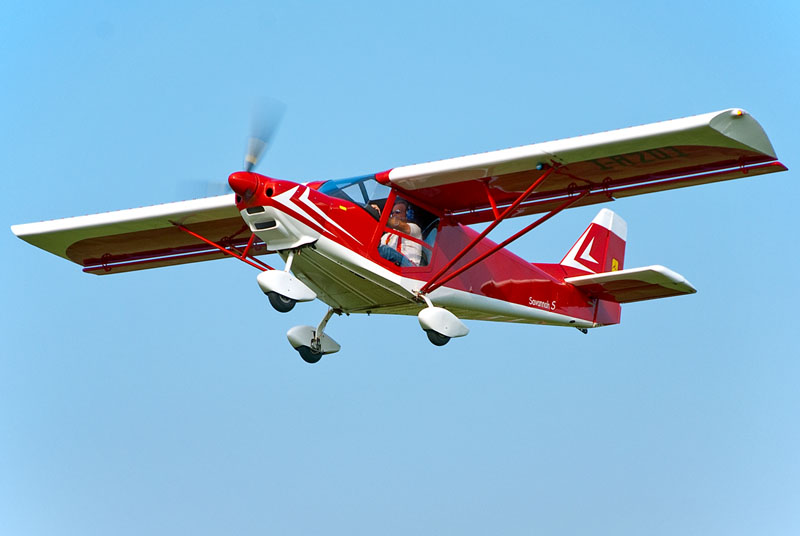
Flaperons estilo (Junkers) em um ICP Savannah Modelo S.

Um flaperon (é uma palavra-valise) que corresponde a uma parte da asa da aeronave de superfícies de controle de voo que combina ambas as funções de Flap e Aileron. Em algumas aeronaves de construção caseira o uso de flaperons ocorre devido a simplicidade de estrutura, enquanto em algumas aeronaves grandes comerciais podem ter um flaperon entre os flaps e aileron.

## Operação
Na adição para controle de dinâmica de voo (aeronaves de asa fixa) de uma aeronave, assim como em ailerons convencionais, ambos flaperons podem ser abaixados juntamente em função similar a um conjunto de flaps.
Uma aeronave com flaperons, o piloto ainda pode exercer os controles separados para os ailerons e flaps, mas o controle de flap também pode fariar devido ao alcance de movimento dos flaperons. O mecanismo mecanismo é chamado de "misturador" combina o empuxo feito pelo piloto nos flaperons. Enquanto o uso de flaperons no lugar dos ailerons e flaps podem parecer uma simplificação, a complexidade continua presente no uso do "misturador".

## Pesquisa
Pesquisas atuais buscam coordenar as funções do controle de voo das superfícies na busca de redução de peso, custo, arrasto, Inércia, melhorar a resposta dos controles, reduzir a complexidade e visibilidade de radares para aeronaves stealth. Um dos beneficiados desses estudos estão os drones, além dos últimos caças.
Algumas dessas pesquisas incluem asas flexíveis e fluídas:

### Asas flexíveis
Em asas flexíveis, muito de suas superfícies de asas podem mudar de formato em voo para defletir o fluxo de ar. O Boeing X-53 Active Aeroelastic Wing da NASA é um esforço para tal. Asa adaptável é um esforço militar e comercial.

### Asas fluídas
Em fluidos, forças em veículos via circulação de controle, no qual são maiores e mais complexas que partes mecânicas, sendo muitas partes substituídas por pequenos sistemas de fluidos, em que maiores forças esse tipo divergem e mudam a direção dos veículos.